# جاده ئی۸ اروپا

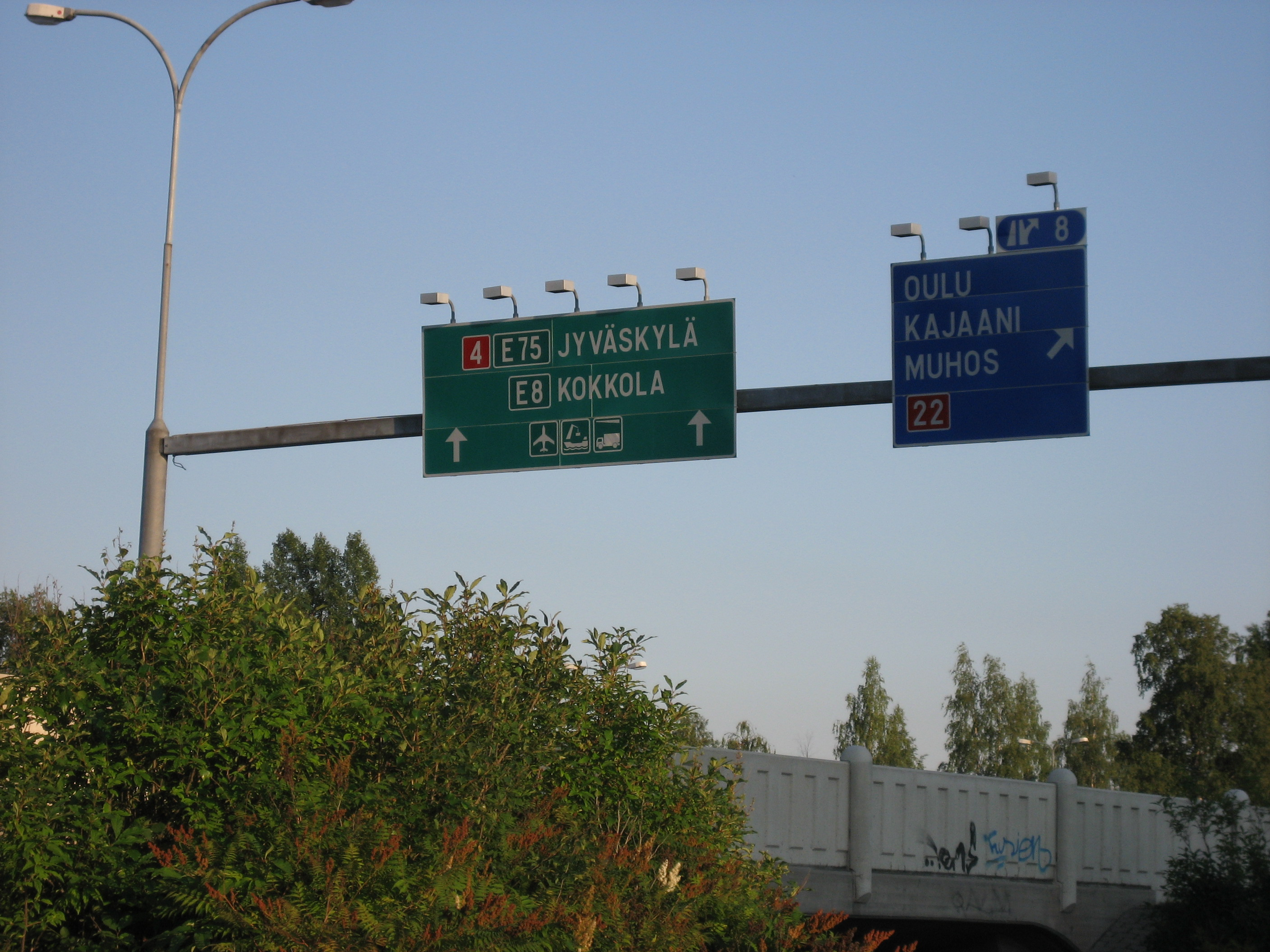
جاده ئی۰۸ اروپا در فنلاند

جاده ئی۰۸ اروپا (به انگلیسی: European route E08) یکی از جاده‌های اصلی قاره اروپا است.
این جاده که از شهر ترومسا (نروژ) شروع شده در شهر تورکو (فنلاند) به پایان می‌رسد و ۱۴۱۰ کیلومتر مسافت دارد.